# 티베탄
티베탄(Tibetan)은 네덜란드산 고양이 품종 중 하나이다.

## 특징
티베탄은 발리니즈와 버마의 교배종이다. 후대에는 자바니즈도 포함되었다. 중장모의 고양이이며, 컬러포인트 고양이이다. 매우 날씬하다.